# Keage (metropolitana di Kyoto)
Keage (蹴上駅?, Keage-eki) è una stazione della metropolitana di Kyoto che si trova nel quartiere di Higashiyama-ku, nel centro di Kyoto. La stazione è servita dalla linea Tōzai, gestita dall'Ufficio municipale dei trasporti di Kyoto.

## Struttura
La stazione è costituita da una banchina a isola centrale con due binari sotterranei, ed è dotata di porte di banchina. 
| 1 | Linea Tōzai | per Karasuma-Oike, Nijō e Uzumasa Tenjingawa |
| 2 | Linea Tōzai | per Misasagi, Rokujizō e Hama-Ōtsu           |

## Stazioni adiacenti
| «           | Servizio    | »           |
| Linea Tōzai | Linea Tōzai | Linea Tōzai |
| ----------- | ----------- | ----------- |
| Higashiyama | -           | Misasagi    |